# Cratere Liebig
Liebig è un cratere lunare di 38,96 km situato nella parte sud-occidentale della faccia visibile della Luna.